# Manolesta
Manolesta è un film italiano del 1981 diretto da Pasquale Festa Campanile.

## Trama
Gino Quirino detto Manolesta è il tenero padre di un maschietto avuto da una relazione con una straniera, scappata subito dopo il parto. I due vivono su un barcone ancorato sul fiume Tevere. Gino non ha un lavoro ma seppure in un'atmosfera povera, non fa mancare niente al suo piccolo, prodigandosi con furtarelli e piccole truffe. In queste attività si fa spesso aiutare dal figlio. Ma il bambino cresce, va a scuola, si confronta con i compagni ed il padre fatica sempre più a giustificare questo modello di vita.
Un giorno Bruno racconta a scuola la singolare maniera con cui lui ed il padre fanno la spesa, insospettendo gli insegnanti che contattano i servizi sociali. Gino e Bruno finiscono così sotto il mirino dell'assistente sociale Angela De Maria, bella, donna rigida e zitella. Gino, per non rischiare di vedersi sottratto il figlio, è costretto a trovarsi un lavoro onesto. Ma lavorare non è proprio nelle sue corde.
Gino prova allora a sistemarsi mettendo su famiglia, ma il tipo di compagne che riesce a procurarsi può offrire garanzie sul piano economico ma non su quello morale, risultando quindi inadeguate agli occhi della legge. Alle strette, decide allora di partecipare ad un furto "serio" a rischio di carcere, e le cose puntualmente finiscono male. In galera, Quirino riceve la visita di Bruno, che fuggito da un istituto per minori e cercato dalla polizia, urla da fuori le sbarre della sua finestra tentando di congiungersi al padre di cui sente la mancanza, ma mentre i due dialogano, vengono separati all'improvviso dai poliziotti che portano via il bambino davanti agli occhi piangenti di Gino, che perde la speranza. Alla fine l'unico modo per Quirino di riavere il ben amato figlio è accettare di sposare Angela e costruire così una vera famiglia approvata dalla legge.